# Enrique Chipoco Tovar
Enrique Chipoco Tovar fue un político peruano. 
Postuló como candidato del Movimiento Democrático Peruano en las elecciones constituyentes de 1978 sin obtener la representación. En las elecciones municipales de 1980 obtuvo una regiduría por el Partido Aprista Peruano en la Municipalidad Provincial de Huancayo. En las elecciones de 1983 se presentó como candidato aprista a la alcaldía provincial de Huancayo quedando en segundo lugar detrás de  Saúl Muñoz Menacho de la Izquierda Unida.
Finalmente, en las elecciones generales de 1985 fue elegido diputado por el departamento de Junín por el Partido Aprista Peruano durante el primer gobierno de Alan García Pérez.